# Canton de Cesson-Sévigné
Le canton de Cesson-Sévigné est une ancienne division administrative française, située dans le département d'Ille-et-Vilaine et la région Bretagne.

## Composition
Le canton de Cesson-Sévigné regroupait les communes suivantes :
| Nom                        | Code Insee | Intercommunalité | Superficie (km2) | Population (dernière pop. légale) | Densité (hab./km2) |
| -------------------------- | ---------- | ---------------- | ---------------- | --------------------------------- | ------------------ |
| Cesson-Sévigné (chef-lieu) | 35051      | Rennes Métropole | 32,14            | 17 233 (2014)                     | 536                |
| Acigné                     | 35001      | Rennes Métropole | 29,55            | 6 398 (2014)                      | 217                |

Le territoire cantonal n'incluait aucune commune supprimée après 1795.

## Histoire
| Période | Période | Identité        | Étiquette | Qualité |
| ------- | ------- | --------------- | --------- | --- |
| 1992    | 1998    | Roger Belliard  | DVD       | Directeur de société, maire de Cesson-Sévigné (1971-2000), ancien conseiller général du canton de Rennes-6 (1973-1985) puis du canton de Rennes-Est (1985-1992) |
| 1998    | 2011    | Guy Jouhier     | PS        | Enseignant retraité, maire d'Acigné |
| 2011    | 2015    | Bernard Marquet | PS        | Cadre supérieur, adjoint au maire d'Acigné |

## Démographie
| 1999   | 2006   | 2011   | 2012   |
| ------ | ------ | ------ | ------ |
| 19 590 | 21 412 | 21 579 | 22 481 |